# Alex Tanguay
Alex Tanguay (Sainte-Justine, 21 novembre 1979) è un ex hockeista su ghiaccio canadese professionista che gioca nel ruolo di ala sinistra per gli Arizona Coyotes. Dalla stagione 1999-00 gioca nella National Hockey League con Colorado, Calgary, Montréal, Tampa Bay e poi dal 2013 di nuovo con gli Avalanche.

## Statistiche
Statistiche aggiornate a luglio 2012.

### Club
| Stagione | Squadra                       | Stagione regolare | Stagione regolare | Stagione regolare | Stagione regolare | Stagione regolare | Stagione regolare | Playoff | Playoff | Playoff | Playoff | Playoff |
| Stagione | Squadra                       | Lega              | P                 | G                 | A                 | Pt                | PIM               | P       | G       | A       | Pt      | PIM     |
| -------- | ----------------------------- | ----------------- | ----------------- | ----------------- | ----------------- | ----------------- | ----------------- | ------- | ------- | ------- | ------- | ------- |
| 1995-96  | Cap-de-la-Madeleine Estacades | QMAAA             | 44                | 29                | 34                | 63                | -                 | 5       | 2       | 4       | 6       | -       |
| 1996-97  | Halifax Mooseheads            | QMJHL             | 70                | 27                | 41                | 68                | 50                | 12      | 4       | 8       | 12      | 8       |
| 1997-98  | Halifax Mooseheads            | QMJHL             | 61                | 47                | 38                | 85                | 32                | 5       | 7       | 6       | 13      | 4       |
| 1998-99  | Halifax Mooseheads            | QMJHL             | 31                | 27                | 34                | 61                | 30                | 5       | 1       | 2       | 3       | 2       |
|          | Hershey Bears                 | AHL               | 5                 | 1                 | 2                 | 3                 | 2                 | 5       | 0       | 2       | 2       | 0       |
| 1999-00  | Colorado Avalanche            | NHL               | 76                | 17                | 34                | 51                | 22                | 17      | 2       | 1       | 3       | 2       |
| 2000-01  | Colorado Avalanche            | NHL               | 82                | 27                | 50                | 77                | 37                | 23      | 6       | 15      | 21      | 8       |
| 2001-02  | Colorado Avalanche            | NHL               | 70                | 13                | 35                | 48                | 36                | 19      | 5       | 8       | 13      | 0       |
| 2002-03  | Colorado Avalanche            | NHL               | 82                | 26                | 41                | 67                | 36                | 7       | 1       | 2       | 3       | 4       |
| 2003-04  | Colorado Avalanche            | NHL               | 69                | 25                | 54                | 79                | 42                | 8       | 2       | 2       | 4       | 2       |
| 2004-05  | Lugano                        | NLA               | 6                 | 3                 | 3                 | 6                 | 4                 |         |         |         |         |         |
| 2005-06  | Colorado Avalanche            | NHL               | 71                | 29                | 49                | 78                | 46                | 9       | 2       | 4       | 6       | 12      |
| 2006-07  | Calgary Flames                | NHL               | 81                | 22                | 59                | 81                | 44                | 6       | 1       | 3       | 4       | 8       |
| 2007-08  | Calgary Flames                | NHL               | 78                | 18                | 40                | 58                | 48                | 7       | 0       | 4       | 4       | 4       |
| 2008-09  | Montréal Canadiens            | NHL               | 50                | 16                | 25                | 41                | 34                | 2       | 0       | 1       | 1       | 2       |
| 2009-10  | Tampa Bay Lightning           | NHL               | 80                | 10                | 27                | 37                | 32                |         |         |         |         |         |
| 2010-11  | Calgary Flames                | NHL               | 79                | 22                | 47                | 69                | 24                |         |         |         |         |         |
| 2011-12  | Calgary Flames                | NHL               | 64                | 13                | 36                | 49                | 28                |         |         |         |         |         |
| 2012-13  | Calgary Flames                | NHL               | 0                 | 0                 | 0                 | 0                 | 0                 |         |         |         |         |         |

### Nazionale
| Stagione | Livello    | Risultati    | Risultati | Risultati | Risultati | Risultati | Risultati |
| Stagione | Livello    | Competizione | P         | G         | A         | Pt        | PIM       |
| -------- | ---------- | ------------ | --------- | --------- | --------- | --------- | --------- |
| 1997-98  | Canada U20 | WJC-20       | 7         | 2         | 1         | 3         | 2         |

## Palmarès

### Club
- Stanley Cup: 1

 Colorado Avalanche: 2000-01

### Individuale
- National Hockey League:

2001-01: Stanley Cup Clinching Goal
- Central Hockey League:

1996-97: All-Rookie Team
1997-98: Top Prospects Game